# Herrarnas 62 kg i tyngdlyftning vid olympiska sommarspelen 2004
Herrarnas tävling i 62-kilosklassen i tyngdlyftning vid olympiska sommarspelen 2004 hölls den 19 augusti i Nikaia Olympic Weightlifting Hall i Aten.

## Tävlingsformat
Varje tyngdlyftare får tre försök i ryck och stöt. Deras bästa lyft i de båda kombineras till ett totalt resultat. Om någon tävlande misslyckas att få ett godkänt lyft, så blir de utslagna. Ifall två tyngdlyftare hamnar på samma resultat, är idrottaren med lägre kroppsvikt vinnare.

## Rekord
Innan tävlingen var följande rekord gällande.
| Världsrekord     | Ryck   | Shi Zhiyong (CHN)     | 153,0 kg | Izmir, Turkiet     | 28 juni 2002      |
| Världsrekord     | Stöt   | Le Maosheng (CHN)     | 182,5 kg | Busan, Sydkorea    | 2 oktober 2002    |
| Världsrekord     | Totalt | Världsstandard        | 325,0 kg | ---                | 1 januari 1998    |
| Olympiskt rekord | Ryck   | Nikolaj Pešalov (CRO) | 150,0 kg | Sydney, Australien | 17 september 2000 |
| Olympiskt rekord | Stöt   | Olympisk standard     | 177,5 kg | ---                | 1 januari 1997    |
| Olympiskt rekord | Totalt | Nikolaj Pešalov (CRO) | 325,0 kg | Sydney, Australien | 17 september 2000 |

## Resultat
| Pl. | Idrottare                | Grupp | Kroppsvikt | Ryck (kg) | Ryck (kg) | Ryck (kg) | Ryck (kg) | Stöt (kg) | Stöt (kg) | Stöt (kg) | Stöt (kg) | Totalt |
| Pl. | Idrottare                | Grupp | Kroppsvikt | 1         | 2         | 3         | Resultat  | 1         | 2         | 3         | Resultat  | Totalt |
| --- | ------------------------ | ----- | ---------- | --------- | --------- | --------- | --------- | --------- | --------- | --------- | --------- | ------ |
| 1   | Shi Zhiyong (CHN)        | A     | 61,96      | 147,5     | 152,5     | 152,5     | 152,5     | 167,5     | 172,5     | 175,0     | 172,5     | 325,0  |
| 2   | Le Maosheng (CHN)        | A     | 61,27      | 140,0     | 140,0     | 145,0     | 140,0     | 172,5     | 185,0     | 185,0     | 172,5     | 312,5  |
| 3   | Israel José Rubio (VEN)  | B     | 61,38      | 127,5     | 132,5     | 135,0     | 132,5     | 157,5     | 162,5     | 165,0     | 162,5     | 295,0  |
| 4   | Armen Ghazaryan (ARM)    | A     | 61,90      | 130,0     | 135,0     | 135,0     | 135,0     | 160,0     | 170,0     | 170,0     | 160,0     | 295,0  |
| 5   | Gustar Junianto (INA)    | B     | 61,27      | 125,0     | 127,5     | 132,5     | 132,5     | 155,0     | 160,0     | 162,5     | 160,0     | 292,5  |
| 6   | Samson Matam (FRA)       | A     | 61,74      | 127,5     | 132,5     | 132,5     | 127,5     | 160,0     | 160,0     | 167,5     | 160,0     | 287,5  |
| 7   | Ümürbek Bazarbaýew (TKM) | A     | 61,68      | 130,0     | 135,0     | 135,0     | 130,0     | 157,5     | 165,0     | 165,0     | 157,5     | 287,5  |
| 8   | Sunarto Rasidi (INA)     | B     | 61,78      | 125,0     | 130,0     | 130,0     | 125,0     | 155,0     | 160,0     | 162,5     | 160,0     | 285,0  |
| 9   | Yang Sheng-hsiung (TPE)  | B     | 61,78      | 115,0     | 120,0     | 120,0     | 120,0     | 155,0     | 160,0     | 165,0     | 160,0     | 280,0  |
| 10  | Manuel Minginfel (FSM)   | B     | 61,53      | 115,0     | 115,0     | 120,0     | 120,0     | 147,5     | 147,5     | 152,5     | 152,5     | 272,5  |
| 11  | Toshio Imamura (JPN)     | B     | 61,66      | 120,0     | 125,0     | 125,0     | 120,0     | 150,0     | 155,0     | 155,0     | 150,0     | 270,0  |
| 12  | Asif Malikov (AZE)       | B     | 61,60      | 115,0     | 115,0     | 120,0     | 115,0     | 145,0     | 150,0     | 155,0     | 150,0     | 265,0  |
| 13  | Gert Trasha (ALB)        | B     | 61,99      | 110,0     | 115,0     | 117,5     | 115,0     | 135,0     | 140,0     | 145,0     | 140,0     | 255,0  |
| 14  | Ioan Veliciu (ROU)       | B     | 61,64      | 105,0     | 110,0     | 112,5     | 110,0     | 130,0     | 135,0     | 135,0     | 135,0     | 245,0  |
| 15  | Yacine Zouaki (MAR)      | B     | 61,63      | 95,0      | 95,0      | 95,0      | 95,0      | 125,0     | 130,0     | 135,0     | 130,0     | 225,0  |
| —   | Kamran Panjavi (GBR)     | B     | 61,75      | 105,0     | 105,0     | —         | —         | —         | —         | —         | —         | —      |
| —   | Sevdalin Minchev (BUL)   | A     | 61,56      | 137,5     | 142,5     | 142,5     | 137,5     | 170,0     | 170,0     | 170,0     | —         | —      |
| —   | Im Yong-su (PRK)         | A     | 61,77      | 135,0     | 140,0     | 142,5     | 140,0     | 170,0     | 170,0     | 170,0     | —         | —      |
| —   | Diego Salazar (COL)      | A     | 61,52      | 135,0     | 135,0     | 135,0     | —         | —         | —         | —         | —         | —      |
| DQ  | Leonidas Sabanis (GRE)   | A     | 61,49      | 140,0     | 145,0     | 147,5     | —         | 162,5     | 167,5     | 167,5     | —         | —      |

- Greklands Leonidas Sabanis fråntogs bronsmedaljen då han testat positivt vad gällde för höga halter testosteron.[3]

## Nya rekord
| Ryck | 152,5 kg | Shi Zhiyong (CHN) | OR |